# Le Marin de Gibraltar
Pour l'adaptation, voir Le Marin de Gibraltar (film).
Le Marin de Gibraltar est un roman de Marguerite Duras paru le 1er octobre 1952 aux éditions Gallimard.

## Résumé
Le personnage principal n'est pas heureux dans sa vie. Il a une femme qu'il n'aime pas et un travail qu'il hait au plus haut point. Il mène une vie morose sans histoires et sans amis. Mais un jour alors qu'il est en vacances à Florence en Italie, il décide de rompre avec tout et trouve le courage de décider enfin de sa vie. C'est dans un petit village italien à l'embouchure d'un fleuve qu'il fait une rencontre déterminante. Une femme, très belle, très riche. Elle parcourt les mers et les continents à bord de son yacht à la recherche du Marin de Gibraltar, un homme simple qu'elle a aimé et qui a disparu. Peut-être est-il mort ou alors se cache-t-il ? Tous deux se plaisent, lui ayant retrouvé sa liberté, elle l'emmène sur son bateau. Ils partent donc à la recherche de celui qui représente la jeunesse, l'innocence, la mer, les voyages. Un couple naît alors mu par un amour incertain. De Sète à Tanger, de Tanger à Abidjan et d'Abidjan à Léopoldville, ils cherchent scrupuleusement celui qui sonnerait la fin de leur couple car c'est bien le Marin de Gibraltar qu'elle aime. Au-delà du voyage ponctué de plaisirs et d'illusions, les deux personnages se livrent dans une quête du bonheur à la recherche d'une définition de l'amour absolu.

## Contexte littéraire
Lorsque Marguerite Duras publie Le Marin de Gibraltar en 1952, trois de ses ouvrages ont déjà été publiés : Les Impudents en 1943, La Vie tranquille en 1944 et Un barrage contre le pacifique en 1950, roman qui lui a valu une première reconnaissance de la critique et du public. Ces trois ouvrages peuvent être considérés comme des romans de jeunesse, de facture classique et dans la veine du roman réaliste. Le Marin de Gibraltar marque un tournant dans la pratique littéraire de l'écrivaine en cela qu'il se dégage des codes réalistes et qu'il s'inscrit dans une esthétique proche de celle du Nouveau roman.
En 1952, la littérature en France est partagée entre trois courants de pensée plus ou moins distincts : la littérature réaliste, la littérature engagée et la littérature avant-gardiste. La première cherche à donner le sentiment de la réalité, à faire vrai. La deuxième a été théorisée par Jean-Paul Sartre dans son ouvrage Qu'est-ce que la littérature ?, publié en 1948 dans lequel il donne une vision militante de l'acte d'écrire. La littérature avant-gardiste met en place des réflexions littéraires qui s'accompagnent de suspicion à l'égard de la légitimité de la littérature et qui remettent en cause la notion même de littérature à laquelle fut préférée celle d'écriture. Dans son ouvrage L'Ère du soupçon, Nathalie Sarraute décrit la crise dans laquelle est entré le roman dans les années 1950, crise qui s'accompagne de suspicion envers les personnages (qui est un être de papier fictif) et envers le romancier (qui croit en ses personnages alors même qu'il les sait fictifs) et qui cherche à investir la littérature d'une matière psychologique nouvelle, notamment par le biais de la dépersonnalisation des personnages.
Dès lors que l'épuisement du réalisme et de la littérature engagée est dénoncé, les auteurs se tournent vers une conception intransitive de la littérature telle que l'a théorisée Roland Barthes dans son ouvrage Le Degré zéro de l'écriture. Cette littérature échappe au mouvement de l'histoire, elle n'a pour objet qu'elle-même, elle rejette la notion d'intrigue, de portrait psychologique ou encore de temporalité linéaire. Comme le dit Jean Ricardou : «  Le roman n’est désormais plus l’écriture d’une aventure mais l’aventure d’une écriture ». Le roman devient une entité autonome dont l'essence échappe au romancier même. Marguerite Duras écrit d'ailleurs : « un livre, c'est l'inconnu, c'est la nuit, c'est clos, c'est ça. C'est le livre qui avance, qui grandit, qui avance dans les directions qu'on croyait avoir explorées, qui avance vers sa propre destinée ». Cette fascination qu'éprouve Duras face à l'écriture en tant qu'acte indépendant est à l'origine de l'écriture du Marin de Gibraltar, roman qui se dégage des archétypes du roman réaliste au fil de son écriture et qui, sous prétexte de chercher le Marin de Gibraltar, incarnation de l'amour absolu, est aussi la quête d'une écriture pure et dégagée du monde extérieur.

## Éléments autobiographiques
Le roman intègre une certaine part autobiographique. Le personnage principal n'est pas heureux, il n'est pas satisfait de sa vie de gratte-papier. Il peut à cet égard être vu comme le double d'une romancière qui n'est pas satisfaite de son travail d'écrivaine et qui comme le narrateur va tenter de s'émanciper d'une écriture machinale et réglée par la loi de l'imitation. Tout comme Duras à cette époque, le narrateur a trente-deux ans, il passe ses vacances à Rocca, qui est facilement identifiable au village de Bocca di Magra en Italie où Duras est en vacances lors de la rédaction de ce roman. Il a été membre du parti communiste et lui aussi a passé son enfance dans les colonies auprès de parents fonctionnaires. L'auteure apparaît donc de manière déformée dans son texte.  

## Adaptation
Le roman a été adapté dans un film homonyme, sorti en 1967, du réalisateur britannique de Tony Richardson avec Jeanne Moreau.

## Éditions
- Le Marin de Gibraltar, éditions Gallimard, 1952  (ISBN 207022094X).